# Josef Jan Šarapatka
Josef Jan Šarapatka, psán Josephus Scharapatka nebo Josephus Leonardus Schaarapatka (1731 Žamberk – 17. ledna 1795 Žamberk) byl hudební skladatel a varhaník v kostele svatého Václava v Žamberku.

## Život a dílo
Narodil se v Žamberku. Byl učitelem hudby a varhaníkem, který účinkoval v hudebním souboru vedeném tehdejším purkmistrem Janem Ferdinandem Mazurou. Společně s Mazurou hrával téměř denně na kůru žambereckého kostela, ale i při různých příležitostech na zámku v Žamberku nebo při vystoupení ochotnických divadelníků. Byl obdivovatelem a interpretem francouzských a rakouských romantiků, obzvláště Františka Xavera Brixiho.
Dochovalo se 35 skladeb v Žamberku a 3 skladby v Ústí nad Orlicí. Jsou psány převážně na české texty. Nejzávažnější je jeho Litanie o umučení Páně.